# Лебедєва Зінаїда Олександрівна
Зінаїда Олександрівна Лебедєва (22 березня 1902, тепер Російська Федерація — 29 липня 1989, місто Москва, тепер Російська Федерація) — радянська діячка, лікар-фтизіатр, директор Центрального інституту туберкульозу Міністерства охорони здоров'я СРСР. Депутат Верховної Ради СРСР 3—5-го скликань, член Президії Верховної Ради СРСР 3-го скликання. Кандидат медичних наук (1946), доктор медичних наук (1961), професор (1964).

## Життєпис
З 1921 року працювала медичною сестрою, вихователькою дитячого санаторію.
У 1927 році закінчила медичний факультет 2-го Московського державного університету. З 1927 до 1930 року навчалася в ординатурі в клініці професора Олександра Андрійовича Киселя. У 1930—1933 роках — аспірантка Центрального інституту туберкульозу Міністерства охорони здоров'я СРСР.
З 1935 року — молодший науковий співробітник Центрального інституту туберкульозу, з 1938 року — головний лікар дитячого туберкульозного санаторію.
Член ВКП(б) з 1939 року.
У 1939—1959 роках — директор Центрального інституту туберкульозу Академії медичних наук СРСР. Одночасно в 1953—1960 роках — головний редактор журналу «Проблеми туберкульозу». З 1959 року — завідувач відділення Центрального інституту туберкульозу Академії медичних наук СРСР.
Одночасно з 1941 року — член Комітету радянських жінок, у 1960—1964 роках — постійний представник Комітету радянських жінок у Міжнародній демократичній федерації жінок у місті Берліні. Член Міжнародного протитуберкульозного союзу (з 1954 року). У 1955—1962 роках була секретарем, потім заступником голови Парламентської групи Верховної Ради СРСР Міжпарламентського Союзу.
У 1964—1978 роках — професор, керівник курсу фтизіатрії (туберкульозу) медичного факультету Університету дружби народів імені Патріса Лумумби в Москві. Опублікувала біля 100 наукових робіт, які присвячені в основному первинній туберкульозній інфекції, патогенезу та клініці початкових форм туберкульозу. 
Померла 29 липня 1989 року в Москві. Похована на Введенському цвинтарі.

## Нагороди
- орден Леніна
- два ордени Трудового Червоного Прапора
- орден «Знак Пошани»
- золота медаль Міжнародного комітету захисту миру імені Фредеріка Жоліо-Кюрі
- медаль «За оборону Москви»
- медаль «За доблесну працю у Великій Вітчизняній війні 1941—1945 рр.» (1945)
- медалі